# 鴨田秋津
鴨田 秋津（かもだ あきつ、1981年11月11日 - ）は、日本の政治家。京都府舞鶴市長（1期）。元舞鶴市議会議員（2期）。

## 来歴
京都府舞鶴市出身。舞鶴市立中筋小学校、舞鶴市立城南中学校、2000年、私立京都共栄学園高等学校卒業。2004年、拓殖大学経済学部卒業。
卒業後、警視庁に警察官として勤務する。2年後に退職、退職後は帰郷し、父親が創業した建設会社に入社した。母校の小学校のPTA会長や舞鶴青年会議所副理事長などを歴任した。
2018年11月執行の舞鶴市議会議員選挙で初当選。新会派市民クラブ舞鶴議員団に所属した。
2022年2月、日本維新の会に入党。京都維新の会舞鶴市支部を立ち上げ、支部長に就任する。
2022年11月執行の舞鶴市議会議員選挙では2,416票を獲得し、トップ再選。
2023年1月10日、市議を辞職。同13日に舞鶴市長選挙への立候補を表明した。同月、日本維新の会を離党。
同年2月5日執行の舞鶴市長選挙では、現職の多々見良三を破って初当選した。市長選には無所属（京都維新の会推薦）で立候補したものの、翌6日の記者会見では、当選後も維新の党員を続ける意向を示した。選挙後の2023年3月に日本維新の会に復党。
2024年2月26日、舞鶴市議会は一部会派が発行した広報紙の内容を市がホームページで批判したことを「公の力の乱用」として、市長の鴨田に対する問責決議案を提出、賛成19人、反対5人の賛成多数で可決された。鴨田は議決後、「（HPで）事実を伝えた。議員を軽視したわけでも言論を封殺したわけでもない」と述べた。
2025年2月18日、市長としての政治的立場を考慮し日本維新の会を同17日付で離党したと発表。

## 人物
- 小学校から柔道を始め、中学、高校、大学で柔道部に所属した[2]。段位は5段で[2]、市の柔道連盟理事や柔道クラブ会長を務める[2]。
- 趣味は、魚釣り[2]。
- 家族は、妻と子供3人（1男、2女）[2]。